# イエローキッド (映画)
『イエローキッド』は、真利子哲也監督による2010年の日本映画。

## ストーリー
東京で暮らす青年・田村（遠藤要）はボクサーを目指しているのだが、ジムの先輩からいびられ、バイトはクビになるという散々な日々を過ごしていた。そんなある日、彼のジムに漫画家の服部（岩瀬亮）がボクシング漫画を描くための取材に現れる。服部はかつての同級生で元アマチュア世界チャンピオンの三国（波岡一喜）に会い、彼を漫画のモデルにしようと考えていたのだ。そこで、彼は田村と出会い、二人は意気投合する。その後、服部は三国とも再会するのだが、彼がかつて自分の恋人だった麻奈（町田マリー）と同棲中であり、さらに子供まで孕んでいることを知ると激怒。服部は当初の予定を変更して、田村を主人公、三国を悪役として漫画を描き始める。やがて服部は田村が漫画の主人公と同じ行動をしていることに気づく。

## キャスト
- 遠藤要：田村
- 岩瀬亮：服部
- 町田マリー：麻奈
- 波岡一喜：三国
- 玉井英棋：榎本
- 三浦力：橋本
- でんでん：ボクシングジムの会長
- 小野敦子：田村澄代
- 酒井健太郎：蕎麦屋の店長
- 吉増裕士：霜島
- 中島朋人：香川
- 内木英二：吉野

## スタッフ
- 監督・脚本：真利子哲也
- プロデューサー：原尭志
- 撮影監督：青木穣
- 美術：保泉綾子
- 照明：後閑健太
- 音楽：鈴木広志、大口俊輔
- 録音：金地宏晃
- 編集：平田竜馬
- 衣装：渡辺裕子
- メイク：寺島和弥
- ヘアメイク：寺島和弥
- 助監督：矢崎隼人、橋爪慧
- 漫画制作：大脇勇亮、川崎秀和

## 製作
真利子哲也監督の長編映画デビュー作である。東京藝術大学大学院の卒業制作であり、スタッフも同大学院生である。2008年9月1日より製作が開始され、同年10月頃に脚本が完成、12月8日にクランクイン。制作費は200万円で、撮影期間は2週間である。19世紀末のコミック・ストリップ『イエロー・キッド』を題材としている。

## 評価
映画監督の黒沢清や阪本順治に評価される。第一回ビバリーヒルズ映画祭ジャパン長編部門グランプリを受賞した。